# La Représentation
Pour les articles homonymes, voir Représentation (homonymie).
La Représentation est un tableau du peintre belge René Magritte réalisé en 1937. Cette huile sur toile surréaliste, qui représente le petit bassin d'une femme nue, se caractérise par son encadrement irrégulier qui suit au plus près les contours de la partie du corps peint. Elle est conservée à la Scottish National Gallery of Modern Art, à Édimbourg, au Royaume-Uni.